# Уряд Іраку
Уряд Іраку — вищий орган виконавчої влади Іраку.

## Голова уряду
- Прем'єр-міністр — Гайдар аль-Абаді (англ. Haydar al-Abadi).

## Кабінет міністрів
Склад чинного уряду подано станом на 1 лютого 2017 року.
| Логотип | Міністерство                                                | Міністр                                                               | Фото | Час на посаді | Час на посаді | Партія | Партія | Вебсайт |
| ------- | ----------------------------------------------------------- | --------------------------------------------------------------------- | ---- | ------------- | ------------- | ------ | ------ | ------- |
|         | Міністерство будівництва, житла і державних муніципалітетів | Анн Нафія Авсі Балбул (Ann Nafia Awsi Balbul)                         |      |               |               |        |        |         |
|         | Міністерство внутрішніх справ                               | Касім аль-Араджі (Qasim al-Araji)                                     |      |               |               |        |        |         |
|         | Міністерство водних ресурсів                                | Гасан аль-Джанабі (Hasan al-Janabi)                                   |      |               |               |        |        |         |
|         | Міністерство електрики                                      | Касім Мухаммад аль-Фахдаві (Qasim Muhammad al-Fahdawi)                |      |               |               |        |        |         |
|         | Міністерство зв'язку                                        | Гасан Казім аль-Рашид (Hasan Kazim al-Rashid)                         |      |               |               |        |        |         |
|         | Міністерство закордонних справ                              | Ібрагім аль-Джафарі (Ibrahim al-Jafari)                               |      |               |               |        |        |         |
|         | Міністерство культури, туризму і старовини                  | Фірейд Равандузі (Firyad Rawanduzi)                                   |      |               |               |        |        |         |
|         | Міністерство молоді та спорту                               | Абд аль-Хусейн Абд аль-Рідха Абтан (Abd al-Husayn Abd al-Ridha Abtan) |      |               |               |        |        |         |
|         | Міністерство нафтової промисловості                         | Джаббар Алі Хусейн аль-Луябі (Jabbar Ali Husayn al-Luaybi)            |      |               |               |        |        |         |
|         | Міністерство оборони                                        | Афран аль-Хаялі (Afran al-Hayali)                                     |      |               |               |        |        |         |
|         | Міністерство освіти                                         | Мухаммад Ікбал (Muhammad Iqbal)                                       |      |               |               |        |        |         |
|         | Міністерство освіти і науки                                 | Абд аль-Раззак аль-Ісса (Abd al-Razzaq al-Issa)                       |      |               |               |        |        |         |
|         | Міністерство охорони здоров'я і екології                    | Аділа Хусейн (Adilah Husayn)                                          |      |               |               |        |        |         |
|         | Міністерство планування                                     | Салман аль-Джумайлі (Salman al-Jumayli)                               |      |               |               |        |        |         |
|         | Міністерство праці та соціального забезпечення              | Мухаммад Шия аль-Судані (Muhammad Shiya al-Sudani)                    |      |               |               |        |        |         |
|         | Міністерство промисловості та мінеральних ресурсів — .      |                                                                       |      |               |               |        |        |         |
|         | Міністерство сільського господарства                        | Фалах Гасан аль-Зайдан (Falah Hasan al-Zaydan)                        |      |               |               |        |        |         |
|         | Міністерство торгівлі — .                                   |                                                                       |      |               |               |        |        |         |
|         | Міністерство транспорту                                     | Кадім Фінджан аль-Хамамі (Kadhim Finjan al-Hamami)                    |      |               |               |        |        |         |
|         | Міністерство у справах переміщених осіб і міграції          | Ясім Мухаммад Алі (Jasim Muhammad Ali)                                |      |               |               |        |        |         |
|         | Міністерство фінансів — .                                   |                                                                       |      |               |               |        |        |         |
|         | Міністерство юстиції                                        | Гайдар аль-Замілі (Haydar al-Zamili)                                  |      |               |               |        |        |         |